# Belfast (album)
Pour les articles homonymes, voir Belfast (homonymie).
Albums de Mägo de Oz
Gaia
(2003) Gaia II: La Voz Dormida
(2005)
Belfast est un album du groupe de Folk metal espagnol Mägo de Oz. L'album est sorti le 19 septembre 2004 sous le label Locomotive Music.
Cet album ne contient pas de titres inédits. Il est composé de reprises de chansons d'artistes connus refaits à la façon Mägo de Oz et de versions instrumentales de titres d'albums plus anciens.
Le titre de l'album est une référence à la capitale de l'Irlande du Nord, qui a été le lieu de nombreux conflits religieux.

## Musiciens
- José Andrëa: Chant
- Carlitos: Guitare, chant
- Frank: Guitare, chant
- Jorge Salán: Guitare
- Sergio Martínez: Basse
- Txus di Fellatio: Batterie
- Mohamed: Violon
- Sergio Cisneros "Kiskilla": Piano et claviers
- Fernando Ponce: Flûte traversière

## Liste des morceaux
1. Intro: Irish Pub (reprise de Gwendal)
2. Belfast (reprise de Boney M.)
3. La rosa de los vientos (Version Metal)
4. Dame Tu Amor (reprise de Whitesnake)
5. Mujer amante (reprise de Rata Blanca)
6. Alma
7. Más que una intención (reprise de Asfalto)
8. Dama negra (reprise de Uriah Heep)
9. Todo irá bien (reprise de Elvis Presley)
10. Se acabó (reprise de Leño)
11. Hasta que tu muerte nos separe
12. Somewhere over the rainbow